# Saint-Césaire-de-Gauzignan
Saint-Césaire-de-Gauzignan è un comune francese di 291 abitanti situato nel dipartimento del Gard, nella regione dell'Occitania.

## Società

### Evoluzione demografica
Abitanti censiti